# Federação das Indústrias do Estado do Pará
A Federação das Indústrias do Estado do Pará , também conhecida como FIEPA, é a principal entidade de representação das indústrias do estado do Pará. Sedia-se na cidade de Belém.
O Sistema FIEPA é composto pelas entidades Serviço Social da Indústria (SESI), o Serviço Nacional de Aprendizagem Industrial (SENAI) e o Instituto Euvaldo Lodi (IEL). Foi fundada, em 19 de novembro de 1949.
A FIEPA é organizadora de eventos culturais, como a Exposição 'Belém Cidade Luz da Amazônia' e a Feira da Indústria do Pará.